# Мархель Михайло Михайлович
Михайло Михайлович Мархель (біл. Міхаіл Міхайлавіч Мархель, рос. Михаил Михайлович Мархель, нар. 14 липня 1966, Мінськ) — білоруський футболіст, що грав на позиції нападника. По завершенні ігрової кар'єри — тренер. З 2019 року очолює тренерський штаб збірної Білорусі.

## Клубна кар'єра
Народився 14 липня 1966 року в місті Мінськ. Вихованець футбольної школи клубу «Шинник» (Бобруйськ), за який у 1984—1986 роках грав у чемпіонаті Білоруської РСР.
1986 року потрапив до «Динамо» (Мінськ), але в чемпіонаті СРСР не грав, виступаючи виключно за дубль. У 1987—1988 роках виступав у Другій лізі за «Дніпро» (Могильов), після чого повернувся до мінського «Динамо», за яке відіграв наступні 4 сезони, взявши участь у 63 матчах Вищої ліги СРСР, в яких забив 12 голів.
Після розпаду СРСР покинув Білорусь і у 1992 році грав за югославську «Будучност» (Тітоград), провівши в останньому чемпіонаті СФР Югославії 4 матчі і забивши 1 гол. Він забив в одному з перших матчах, був на виду, але незабаром порвав зв'язки на нозі, після чого довелося довго лікуватися. Через нестабільну політичну обстановку переїхав грати в Угорщину, в клуб «Ньїредьгаза».
У 1993—1996 грав у Вищій лізі Росії за «Спартак» (Владикавказ) (де в тому числі зіграв два матчі в Кубку УЄФА 1993/94), «Торпедо» (Москва) та «Чорноморець» (Новоросійськ), після чого завершив кар'єру.
1999 року відновив кар'єру на батьківщині і пограв у вищому дивізіоні за «Торпедо-МАЗ» та «Молодечно», а остаточно завершив ігрову кар'єру у команді другого дивізіоні країни «Зірка-БДУ», за яку виступав протягом 2000—2001 років, займаючи посаду граючого тренера.

## Виступи за збірну
1994 року дебютував в офіційних матчах у складі національної збірної Білорусі і протягом року провів у її формі 3 матчі.

## Кар'єра тренера
Під час перерви у ігровій кар'єрі у 1997—1998 роках Мархель працював у академії «Динамо» (Мінськ), а потім був граючим тренером «Зірки-БДУ». де пропрацював з 1997 по 1998 рік.
З 2002 року входив до тренерських штабів клубів «Динамо-Берестя» та «Динамо» (Мінськ), а 2005 року сам недовго обіймав посаду головного тренера берестейського клубу, після чого з травня по грудень 2006 року очолював «Білшину».
В подальшому працював асистентом у клубах «Дарида» та «Локомотив» (Мінськ), а з 2009 року став працювати у Білоруській федерації футболу з юнацькими збірними країни. З 2015 року — разом зі своїм молодшим братом Юрієм був тренером юніорської збірної Білорусі 2002 року народження.
2018 року був запрошений керівництвом федерації очолити молодіжну збірну Білорусі (U-21), а 29 червня 2019 року його було призначено головним тренером національної збірної Білорусі.